# Knežina (Črnomelj, Slovenija)
Knežina je naselje u slovenskoj Općini Črnomelju. Knežina se nalazi u pokrajini Dolenjskoj i statističkoj regiji Jugoistočnoj Sloveniji. 

## Stanovništvo
Prema popisu stanovništva iz 2002. godine naselje je imalo 29 stanovnika.